# US Sassuolo Calcio
Unione Sportiva Sassuolo Calcio este un club de fotbal din Sassuolo, Italia, care evoluează în Serie A. A fost fondată în 1922. Culorile sale sunt verdele și negrul. Își dispută meciurile de acasă pe stadionul Stadio Alberto Braglia din Modena.

## Lotul actual
13 august 2025
| Nr. |               | Poziție | Jucător                                         |
| --- | ------------- | ------- | ----------------------------------------------- |
| 1   | Italia        | P       | Alessandro Russo                                |
| 2   | Italia        | F       | Filippo Missori                                 |
| 3   | Scoția        | F       | Josh Doig                                       |
| 5   | Guinea-Bissau | F       | Fali Candé                                      |
| 6   | Polonia       | F       | Sebastian Walukiewicz (împrumutat de la Torino) |
| 7   | Italia        | A       | Cristian Volpato                                |
| 8   | Italia        | M       | Andrea Ghion                                    |
| 9   | Italia        | A       | Samuele Mulattieri                              |
| 10  | Italia        | A       | Domenico Berardi (căpitan)                      |
| 11  | Italia        | M       | Daniel Boloca                                   |
| 12  | Italia        | P       | Giacomo Satalino                                |
| 13  | Italia        | P       | Stefano Turati                                  |
| 14  | Danemarca     | A       | Laurs Skjellerup                                |
| 15  | Italia        | F       | Edoardo Pieragnolo                              |
| 16  | Italia        | P       | Gioele Zacchi                                   |
| 17  | Columbia      | F       | Yeferson Paz                                    |
| 19  | Italia        | F       | Filippo Romagna                                 |

| Nr. |                       | Poziție | Jucător                                        |
| --- | --------------------- | ------- | ---------------------------------------------- |
| 20  | Gambia                | M       | Alieu Fadera (împrumutat de la Como)           |
| 21  | Indonezia             | F       | Jay Idzes                                      |
| 24  | Italia                | A       | Luca Moro                                      |
| 25  | Uruguay               | A       | Agustín Álvarez                                |
| 26  | Țările de Jos         | F       | Cas Odenthal                                   |
| 35  | Italia                | M       | Luca Lipani                                    |
| 42  | Norvegia              | M       | Kristian Thorstvedt                            |
| 44  | Italia                | M       | Edoardo Iannoni                                |
| 45  | Franța                | A       | Armand Laurienté                               |
| 49  | Kosovo                | P       | Arijanet Muric (împrumutat de la Ipswich Town) |
| 77  | Italia                | A       | Nicholas Pierini                               |
| 80  | Bosnia și Herțegovina | F       | Tarik Muharemović                              |
| 90  | Canada                | M       | Ismaël Koné (împrumutat de la Marseille)       |
| 99  | Italia                | A       | Andrea Pinamonti                               |
|     | Brazilia              | F       | Ruan Tressoldi                                 |
|     | Italia                | M       | Fabrizio Caligara                              |

## Sezoane jucate de US Sassuolo Calcio în campionatul Italiei
| Serie | Sezoane | Sezonul de debut | Ultimul sezon |
| ----- | ------- | ---------------- | ------------- |
| A     | 2       | 2013-2014        | 2014-2015     |
| B     | 5       | 2008-2009        | 2012-2013     |
| C     | 16      | 1984-1985        | 2007-2008     |
| D     | 20      | 1968-1969        | 1997-1998     |

## Antrenori
- Loris Boni (1997–98)
- Josèph Deaçon (1998-2000)
- Paolo Magnani (2000–26 martie 2002)
- Cesare Maestroni (2002–13 Jan 2003)
- Cristiano Bergodi (1 iulie 2003 – 30 iunie 2004)
- Giuseppe Brucato (1 iulie 2004 – 30 iunie 2005)
- Gian Marco Remondina (1 iulie 2005 – 30 iunie 2007)
- Massimiliano Allegri (17 iulie 2007 – 28 May 2008)
- Andrea Mandorlini (7 iulie 2008 – 30 iunie 2009)
- Stefano Pioli (12 iunie 2009 – 9 iunie 2010)
- Daniele Arrigoni (26 iunie 2010 – 3 Oct 2010)
- Angelo Gregucci (3 Oct 2010 – 9 May 2011)
- Paolo Mandelli (9 May 2011 – 9 iunie 2011)
- Fulvio Pea (9 iunie 2011 – 10 iunie 2012)
- Eusebio Di Francesco (19 iunie 2012 – 28 Jan 2014)
- Alberto Malesani (29 Jan 2014 – 3 martie 2014)
- Eusebio Di Francesco (3 martie 2014–)